# Aspilota floridensis
Aspilota floridensis är en stekelart som beskrevs av Roy D. Shenefelt 1974. Aspilota floridensis ingår i släktet Aspilota och familjen bracksteklar. Inga underarter finns listade.